# Luis Calzadilla
Luis Calzadilla (Tepeji del Río, Hidalgo; 14 de enero del 2000) es un futbolista mexicano que juega como mediocampista. Actualmente, es jugador del equipo Atlante F.C. de la Liga de Expansión MX.

## Trayectoria
Comenzó en las fuerzas básicas del Pachuca hasta ingresar en la Universidad del Fútbol durante un año, y volver nuevamente a las divisiones inferiores de los "Tuzos".

### Club de Fútbol Pachuca
Debutó en el año 2019, en el partido correspondiente a la primera jornada de la Copa MX frente al Atlas. Asimismo, unos días después debutó en primera división en la última jornada del Apertura 2019, esta vez frente a los Pumas UNAM.

### Club Atlético de San Luis
Actuó para el equipo potosino en el 2021, temporada donde jugó 14 partidos y marcó 8 goles.

### Club de Fútbol Pachuca: Segunda Etapa
En su segunda etapa con los Tuzos, obtuvo el título del Apertura 2022, a pesar de no haber jugado en el torneo. En el Clausura 2023 disputó pocos minutos, jugando solamente 3 partidos.

### Venados Fútbol Club Yucatán
Llegó para el Torneo Apertura 2023, sin embargo, debido a una grave lesión del ligamento cruzado se perdió toda la temporada.

## Palmarés

### Campeonatos nacionales
| Título                     | Club          | Año  |
| -------------------------- | ------------- | ---- |
| Primera División de México | C. F. Pachuca | 2022 |